# Austrália (filme de 1989)
Australia é um filme de drama francês de 1989 dirigido por Jean-Jacques Andrien.

## Elenco
- Fanny Ardant como Jeanne Gauthier
- Jeremy Irons como Edouard Pierson
- Tchéky Karyo como Julien Pierson
- Agnès Soral como Agnès Deckers
- Hélène Surgère como Odette Pierson
- Maxime Laloux como François Gauthier
- Patrick Bauchau como André Gauthier
- Danielle Lyttleton como Saturday Pierson
- Dorothy Alison como Doreen Swanson

## Prêmios
- 1989 Vence Film Festival - Osella de Ouro de Melhor Cinematografia - Giorgos Arvanitis
- 1990 Joseph Plateau Awards - Melhor Cinematografia belga - Giorgos Arvanitis